# Linceo di Samo
Linceo di Samo (in greco: Λυγκεὺς ὁ Σάμιος) (Samo, IV secolo a.C. – Atene, III secolo a.C.) è stato un commediografo, letterato, gastronomo e poligrafo greco antico.

## Biografia
Linceo, fratello dello storico Duride di Samo, fu commediografo ed epistolografo. Visse tra la fine del IV e l'inizio del III secolo a.C. e fu allievo di Teofrasto. Sarebbe, inoltre, stato in ampi rapporti con l'élite culturale dell'epoca, come emerge dalle testimonianze e dai suoi stessi frammenti.

## Opere
Le sue opere, in particolare le sue lettere e un saggio Sull'acquisto dei prodotti alimentari, mostrano un particolare interesse per la gastronomia: tuttavia, se non fosse per le numerose citazioni di sue opere in Ateneo di Naucrati, Linceo sarebbe un autore pressoché sconosciuto. Sappiamo che scrisse un'opera in due libri intitolata Su Menandro, che è per noi la prima attestazione della fortuna di quest'ultimo autore. Infatti è probabile che Linceo e Menandro siano stati condiscepoli presso il peripatetico Teofrasto.
Come autore di commedie, Linceo è classificato tra gli scrittori della Commedia nuova, anche se l'unico frammento superstite di questa sua attività drammaturgica proviene dal suo Kentauros ("Il Centauro"): si tratta di una scena ambientata ad Atene, in cui si discute di un menù per una cena, in riferimento alle città di origine e alle preferenze alimentari degli ospiti.